# Possibilities
Possibilities från 2005 är ett musikalbum av den amerikanske jazzpianisten Herbie Hancock.

## Låtlista
1. Stitched Up (John Mayer/Herbie Hancock) – 5:29
2. Safiatou (Mamadou Sissoko) – 5:26
3. A Song for You (Leon Russell) – 7:05
4. I Do It for Your Love (Paul Simon) – 5:59
5. Hush, Hush, Hush (Paula Cole) – 4:46
6. Sister Moon (Sting) – 6:54
7. When Love Comes to Town (Adam Clayton/David Evans/Paul Hewson/Laurence Mullen) – 8:42
8. Don't Explain (Billie Holiday/Arthur Herzog Jr) – 4:54
9. I Just Called to Say I Love You (Stevie Wonder) – 5:27
10. Gelo na montanha (Trey Anastasio/Herbie Hancock/Cyro Baptista) – 3:50

## Medverkande
- Herbie Hancock – piano, keyboard (spår 5, 9, 10), orgel (spår 10)
- John Mayer – gitarr (spår 1)
- Carlos Santana – gitarr (spår 2)
- Paul Simon – gitarr (spår 4)
- Tony Remy – gitarr (spår 5)
- Lionel Loueke – gitarr (spår 6)
- Jonny Lang – elgitarr (spår 7)
- Raul Midón – gitarr (spår 9)
- Trey Anastasio – gitarr (spår 10)
- Michael Bearden – keyboard (spår 1–3, 6)
- Greg Phillinganes – keyboard (spår 7, 9)
- Chester Thompson – orgel (spår 2)
- Willie Weeks – bas (spår 1)
- Benny Rietveld – bas (spår 2)
- Nathan East – bas (spår 3)
- Pino Paladino – bas (spår 4)
- Steve Lewinson – bas (spår 5)
- John Patitucci – bas (spår 6, 10)
- Reggie McBride – bas (spår 7)
- Shane Fitzsimons – bas (spår 8)
- Steve Jordan – trummor (spår 1, 4, 6, 10)
- Dennis Chambers – trummor (spår 2)
- Teddy Campbell – trummor (spår 3)
- Pete Lewinson – trummor (spår 5)
- John Robinson – trummor (spår 7)
- Tomo – trummor (spår 8)
- Karl Perazzo – slagverk (spår 2)
- Raul Rekow – slagverk (spår 2)
- Bashiri Johnson – slagverk (spår 3)
- Cyro Baptista – slagverk (spår 4, 6, 10)
- Jamey Haddad – slagverk (spår 4)
- John Mayer – sång (spår 1)
- Angélique Kidjo – sång (spår 2)
- Christina Aguilera – sång (spår 3)
- Paul Simon – sång (spår 4)
- Annie Lennox – sång (spår 5)
- Sting – sång (spår 6)
- Jonny Lang – sång (spår 7)
- Joss Stone – sång (spår 7)
- Lisa Hannigan – sång (spår 8)
- Damien Rice – sång (spår 8)
- Raul Midón – sång (spår 9)
- Jennifer Hartswick – sång (spår 10)
- Trey Anastasio – sång (spår 10)